# Shawn Christian
Shawn Patrick Christian (ur. 18 grudnia 1965 w Grand Rapids) – amerykański aktor.

## Życiorys

### Wczesne lata
Urodził się w Grand Rapids w stanie Michigan jako syn Olive Jal Brown i Steve’a Christiana. Jego rodzina miała pochodzenie angielskie, irlandzkie i niemieckie, a także korzenie czeskie i duńskie. Jego zainteresowania obejmowały sporty wodne, koszykówkę i piłkę nożną. W 1984 ukończył Rogers High School w Wyoming w Michigan. W 1989 ukończył studia na wydziale marketingu Ferris St. University w Grand Rapids w Michigan.

### Kariera
Po przeprowadzce do Chicago, rozpoczął karierę aktorską. Zagrał w licznych produkcjach teatralnych i zaczął występować w reklamach. Pracował na scenie z Improv Olympic. W 1994 był rzecznikiem programu CBS Star Search. W operze mydlanej CBS As the World Turns (1994−97) wystąpił w roli Michaela „Mike’a” Kasnoffa, za którą był nominowany do nagrody magazynu „Soap Opera Digest” jako najgorętszy gwiazdor. W międzyczasie przeniósł się do Los Angeles. W serialu fantasy WB Czarodziejki (Charmed, 1998−99) pojawił się jako Josh, chłopak Piper Halliwell (Holly Marie Combs). Następnie powierzono mu rolę Winka Hendricksa w komediodramacie Sally Field Piękna (Beautiful, 2000). W monster movie Wstrząsy 3 (Tremors 3: Back to Perfection, 2001) pojawił się jako główny bohater, dezerter Jack Sawyer. W serialu obyczajowym WB Summerland (2004−2005) zagrał postać Johnny’ego Duranta − właściciela restauracji, a w ósmym sezonie Willa & Grace (2006) gościnnie wystąpił jako Travis, homoseksualny kowboj. W lutym 2008 został obsadzony w operze mydlanej NBC Dni naszego życia (Days of Our Lives) w roli lekarza Daniela Jonasa, który zginął w tragicznym wypadku samochodowym w styczniu 2016.
W sezonie 2007/2008 grał w Miami Heat National Basketball Association w drużynie Jaya Harringtona i Taye'a Diggsa. Wystąpił w filmach Mów mi Dave (Meet Dave, 2008), Small Town Saturday Night (2010) i Last Seen in Idaho (2018).

## Życie prywatne
18 maja 1996 poślubił Deborah Quinn, z którą ma syna Kamerona (ur. 2000). W 2013 doszło do rozwodu. Od stycznia 2014 związał się z Arianne Zucker, z którą zawarł związek małżeński 16 sierpnia 2024.

## Filmografia

### Filmy
- 2000: Piękna (Beautiful) jako Wink Hendricks
- 2001: Wstrząsy 3: Powrót do Perfekcji (Tremors 3: Back to Perfection) jako Pustynia Jack Sawyer
- 2002: Czerwony horyzont (Red Skies) jako Malcolm Cross
- 2005: Morderstwo za milion dolarów (Murder in the Hamptons) jako Danny Pelosi
- 2008: Mów mi Dave (Meet Dave) jako porucznik Lewa Ręka
- 2008: Small Town Saturday Night jako Tommy
- 2008: Skrywana prawda (Hidden Truth) jako Michael Evans
- 2010: Small Town Saturday Night jako Tommy Carson
- 2013: Spanners jako Adam Parr
- 2016: Savannah Sunrise jako Phil Miles
- 2018: Last Seen in Idaho jako Lance
- 2018: Internetowy prześladowca (Instakiller, TV) jako Derek
- 2019: The Experience jako Peter Evans
- 2022: Dangerous Cheaters jako Steve Gant

### Seriale
- 1994–1997: As the World Turns jako Mike Kasnoff #1
- 1997: Pacific Palisades jako Quinn Ragowski
- 1997: Ellen jako Danny
- 1997: Malcolm i Eddie (Malcolm & Eddie) jako Trevor
- 1997: Niegrzeczni faceci (Men Behaving Badly) jako hydraulik
- 1997: Piątka nieustraszonych (Team Knight Rider) jako Adam Galbreth
- 1998: Krok za krokiem (Step by Step) jako oficer Adams
- 1999: Statek miłości: Następna fala (Love Boat: The Next Wave) jako Nick
- 1999: Czarodziejki (Charmed) jako Josh
- 1999: Beverly Hills, 90210 jako Wayne
- 1999–2000: Baza Pensacola (Pensacola: Wings of Gold) jako dr Lawrence Brandon
- 2000: V.I.P. jako Michael Ellins
- 2000: A życie kołem się toczy (Time of Your Life) jako Randall
- 2001: CSI: Kryminalne zagadki Las Vegas (CSI: Crime Scene Investigation) jako Chad Matthews
- 2001: Spin City jako Santa
- 2001: Jordan w akcji (Crossing Jordan) jako Adam Flynn
- 2001: Przyjaciele (Friends) jako dr Schiff
- 2002: Jak pan może, panie doktorze? (Becker) jako Kevin
- 2002: Tylko jedno życie (One Life to Live) jako Ross Rayburn
- 2002: Kronika nie z tej ziemi (The Chronicle) jako Dennis
- 2002: Napiętnowany (Haunted) jako detektyw Sykes
- 2002–2003: Ptaki nocy (Birds of Prey) jako Wade Brixton
- 2003: Jak pan może, panie doktorze? (Becker) jako Kevin
- 2004: Poszukiwani (1-800-Missing) jako agent specjalny FBI Darren Merritt
- 2004: Zawód glina (10-8: Officers on Duty) jako Stephen James
- 2004–2005: Summerland jako Johnny Durant
- 2005: Orły z Bostonu (Boston Legal) jako Tim Bauer
- 2005: CSI: Kryminalne zagadki Nowego Jorku (CSI: NY) jako Ryan Chisholm
- 2005: Specjalistki (Hot Properties) jako John
- 2006: Will & Grace jako Travis
- 2006: CSI: Kryminalne zagadki Miami (CSI: Miami) jako Carl Silvers
- 2006: Las Vegas jako dr Derek Stephenson
- 2006: Uciekinierzy (Runaway) jako dr Fisher
- 2007: Zaklinacz dusz (Ghost Whisperer) jako Wyatt Jenkins
- 2007: Shark jako Kerry Conklin
- 2008–2017, 2020: Dni naszego życia (Days of Our Lives) jako dr Daniel Jonas
- 2012: Melissa i Joey (Melissa & Joey) jako Sam Davis
- 2017–2018: Famous In Love jako Alan Mills
- 2018: Rekrut (The Rookie) jako Jeremy Hawke
- 2022: Chicago Med jako Miles Henderson
- 2023: Magnum: Detektyw z Hawajów (Magnum P.I.) jako Cole Graham